# Minergie-P
Minergie-P ist ein eigenständiger, auf niedrigen Energieverbrauch ausgerichteter Gebäudeenergiestandard in der Schweiz. Er leitet sich aus der Verfolgung des Weges der 2000-Watt-Gesellschaft für das Bauwesen ab. Das Gebäude soll dabei integral, das heißt von der Gebäudehülle über die Haustechnik bis zu der Lage der Sanitärräume, beurteilt werden. Das Vorgehen dazu ist in der Norm SIA 380/1:2009 niedergelegt. Bestehende Bauweisen sollen beibehalten werden, wobei die verschiedenen Bauteile stark auf das thermische Verhalten, statisch sowie dynamisch beurteilt werden. Träger ist wie beim Minergiestandard der Verein Minergie.
Der Minergie-P-Standard entspricht in etwa dem des Passivhauses in Deutschland. Er variiert jedoch im Gegensatz zur Passivhaus-Bewertung für unterschiedliche Nutzungen in seinen Anforderungen.

## Zertifizierung
Nach Minergie-P ausgezeichnete Gebäude werden von einer Zertifizierungsstelle ausgezeichnet. Neben der ersten Zertifizierungsstelle in der Schweiz, der Hochschule Luzern – Technik & Architektur (HSLU), die nun noch für die Zentralschweiz zuständig ist, haben sich bis 2016 oft kantonsübergreifend zehn weitere Zertifizierungsstellen mit regionaler Zuständigkeit etabliert. Neben der reinen Berechnungsprüfung findet auch ein technischer Support an die Projektverfassenden (Architekten, Ingenieure) statt.
Für die Zertifizierung sind die folgenden Kriterien zu erfüllen:
1. spezifischer Wärmeleistungsbedarf (der Energiebedarf pro m² beheizter Raum darf einen gewissen Wert nicht übersteigen), siehe auch Energiekennzahl
2. Heizwärmebedarf (der Heizenergiebedarf darf maximal 20 % des vom Gesetzgebers verlangten Wertes sein) (Stand 2008)
3. gewichtete Energiekennzahl (verschiedene Gebäudegruppen werden berücksichtigt z. B. Verwaltungsbauten, Einfamilienhäuser usw.)
4. Luftdichtigkeit der Gebäudehülle (das Gebäude muss dicht sein, was mit einer Messung zu beweisen ist)
5. Haushaltsgeräte (es sind nur sparsame Haushaltsgeräte, z. B. Waschmaschinen, Tumbler usw. der energetisch besten Klassifizierung A, A+ und A++ zugelassen).

Grundsätzlich lässt sich fast jedes Gebäude nach dem Minergie-P Standard bauen; das größte Gebäude, welches 2011 zertifiziert wurde, ist die Umwelt Arena von Walter Schmid.